# Liste des quartiers de Toronto

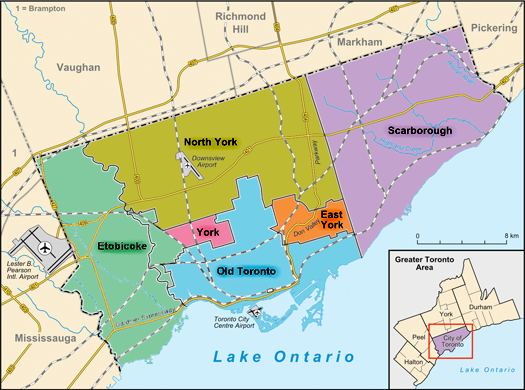
Carte de la ville de Toronto.

Cet article concerne une liste des quartiers de Toronto, la ville la plus peuplée de la province d'Ontario et du Canada. Parfois surnommée « la ville des quartiers » en raison du très grand nombre de ses subdivisions, Toronto se compose de 242 quartiers. 
En 1998, les cinq municipalités d'East York, Etobicoke, North York, Scarborough et York, qui entouraient la ville de Toronto ont été fusionnées et intégrées à celle-ci. La ville peut donc être divisée en six grands ensembles que sont Old Toronto, l'ancienne ville de Toronto, dans ses limites administratives d'avant 1998, et les cinq anciennes municipalités de la banlieue torontoise.

## Ancienne ville de Toronto
L'appellation « ancienne ville de Toronto » se réfère aux limites de Toronto entre 1967 et 1998. 

### Centre-ville de Toronto

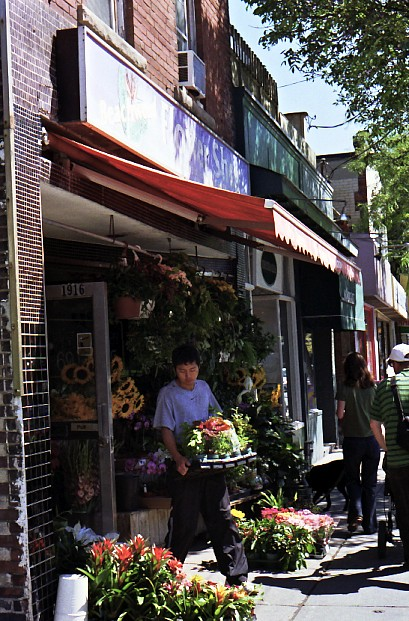
Commerces le long de Queen Street East, dans le quartier de The Beaches

- Alexandra Park
- The Annex
- Baldwin Village
- Cabbagetown
- CityPlace
- Chinatown
- Church and Wellesley
- Corktown
- Discovery District
- Distillery District
- Entertainment District
- Fashion District
- The Financial District
- Garden District (en)
- Grange Park (en)
- Harbord Village
- Harbourfront
- Kensington Market
- Mink Mile
- Moss Park
- Queen Street West
- Regent Park
- St. James Town
- St. Lawrence
- Toronto Islands
- Trefann Court
- University of Toronto St. George Campus
- Yorkville

### East End
- The Beaches (en)
- East Chinatown
- East Danforth
- Gerrard Street East (également connu sous le nom de Little India)
- Greektown
- Leslieville
- Main Square
- Playter Estates
- Port Lands
- Riverdale
- Upper Beaches

### North End
- Bedford Park
- Casa Loma
- Chaplin Estates
- Davisville Village
- Deer Park (Yonge et St. Clair)
- Forest Hill (et Forest Hill Village)
- Lawrence Park
- Lytton Park
- Midtown
- Moore Park
- North Toronto
- Rosedale
- South Hill (et Rathnelly)
- Summerhill
- Wanless Park
- Wychwood Park
- Yonge and Eglinton

### West End
- Bloor West Village
- Bracondale Hill
- Brockton Village
- Carleton Village
- Corso Italia
- Davenport
- Dovercourt Park
- Dufferin Grove
- Earlscourt
- Fort York
- High Park
- The Junction
- Junction Triangle
- Koreatown
- Liberty Village
- Little Italy
- Little Portugal
- Malta Village
- Mirvish Village
- Niagara
- Palmerston
- Parkdale
- Pelham Park
- Roncesvalles
- Runnymede
- Seaton Village
- Swansea
- Trinity-Bellwoods